# Jeremy Swift
Jeremy Swift (Stockton-on-Tees, 27 de junio de 1960) es un actor británico de cine, teatro y televisión.

## Carrera
Swift estudió arte dramático en la Guildford School of Acting de 1978 a 1981 y trabajó casi exclusivamente en teatro durante la década de 1980, colaborando con compañías como la Kick Theatre de Deborah Warner y el grupo de comedia artística The People Show. Durante este periodo también apareció en numerosos anuncios de televisión. En la década de 1990 actuó en el National Theatre junto a David Tennant y Richard Wilson en la producción de Phyllida Lloyd What the Butler Saw.
Actuó en producciones de cine como Gosford Park (2001), una película de misterio y asesinatos de Robert Altman, el drama histórico Amazing Grace (2006), de Michael Apted, y la película familiar de aventuras Mary Poppins Returns (2018). También apareció en seriados como Vanity Fair (1998), Foyle's War (2013-2015), Downton Abbey (2013-2015), The Durrells (2016) y National Treasure (2016). En 2021 fue nominado al premio Primetime Emmy al mejor actor de reparto en una serie de comedia por su interpretación de Leslie Higgins en Ted Lasso.
En 2024 interpretó un papel de voz en el filme animado 10 Lives. En 2025, le dio voz a Sabio en Blancanieves.

## Filmografía

### Cine
| Año  | Título                          | Papel              | Notas |
| ---- | ------------------------------- | ------------------ | ----- |
| 1985 | Mr. Love                        |                    |       |
| 2001 | Dark Blue World                 | Pierce             |       |
| 2001 | Gosford Park                    | Arthur             |       |
| 2003 | To Kill a King                  | Earl of Whitby     |       |
| 2005 | Oliver Twist                    | Sr. Bumble         |       |
| 2006 | Amazing Grace                   | Richard            |       |
| 2006 | Are You Ready for Love?         | James              |       |
| 2007 | Boy A                           | Dave               |       |
| 2007 | Fred Claus                      | Bob Elf            |       |
| 2010 | The Duel                        | Deacon             |       |
| 2014 | Downhill                        | Steve              |       |
| 2015 | Jupiter Ascending               | Vassily Bolotnikov |       |
| 2017 | Gun Shy                         | Charlie            |       |
| 2018 | Mary Poppins Returns            | Gooding / Badger   | Voz   |
| 2018 | The Importance of Being Earnest | Reverendo Chasuble |       |
| 2022 | The Art of Love                 | Ben Parker         |       |
| 2024 | 10 Lives                        | Happy              | Voz   |
| 2025 | Snow White                      | Doc                | Voz   |

### Televisión
| Título     | Año                     | Papel                     | Notas           |
| ---------- | ----------------------- | ------------------------- | --------------- |
| 1991       | Paul Merton: The Series | Cliente                   | 1 episodio      |
| 1991       | An Actor's Life For Me  | Waldemar Krystoff         | 1 episodio      |
| 1995–1996  | Next of Kin             | Ant                       | 4 episodios     |
| 1996       | Dalziel and Pascoe      | Dave Fernie               | 1 episodio      |
| 1997–1998  | Blind Men               | Graham Holdcroft          | Papel principal |
| 1997, 1998 | The Grand               | David Jeffries            | 2 episodios     |
| 1998       | Roger Roger             | Vicar                     | 1 episodio      |
| 1998       | The Bill                | Graham Thornley           | 1 episodio      |
| 1998       | Vanity Fair             | Jon Sedley                | 4 episodios     |
| 1999       | Miami 7                 | Stewart                   | 1 episodio      |
| 1999       | Bostock's Cup           | Sam Tilton                | Telefilme       |
| 1999       | A Christmas Carol       | Sr. Williams              | Telefilme       |
| 2000       | The 10th Kingdom        | Invitado                  | 1 episodio      |
| 2001       | Barbara                 | Eric                      | 1 episodio      |
| 2002       | Bertie and Elizabeth    | Royal Page                | Telefilme       |
| 2004       | The Alan Clark Diaries  | Nigel Lawson              | 1 episodio      |
| 2004–2005  | The Smoking Room        | Barry                     | Papel principal |
| 2004; 2017 | Casualty                | Noah Fitch Lionel Withers | 2 episodios     |
| 2005       | 55 Degrees North        | Jeremy Fenwick            | 1 episodio      |
| 2006–2019  | Doctors                 | Varios papeles            | Papel principal |
| 2007–2009  | M.I. High               | Silas Fenton              | 2 episodios     |
| 2009       | Red Dwarf               | Noddy                     | 1 episodio      |
| 2009       | EastEnders              | Adrian                    | 2 episodes      |
| 2009       | Garrow's Law            | William Grove             | 1 episodio      |
| 2010       | On Expenses             | Ben Leapman               | Telefilme       |
| 2011       | Holby City              | Jim Fortune               | 1 episodio      |
| 2012       | The Royal Bodyguard     | Hotel Manager             | 1 episodio      |
| 2012       | One Night               | Dominic                   | 1 episodio      |
| 2013       | Being Human             | Emil                      | 1 episodio      |
| 2013       | Count Arthur Strong     | Colin                     | 1 episodio      |
| 2013–2015  | Foyle's War             | Glenvil Harris            | Papel principal |
| 2013–2015  | Downton Abbey           | Septimus Spratt           | Papel principal |
| 2014       | The Crimson Field       | Reggie Soper              | Papel principal |
| 2015       | Inspector George Gently | Stuart MacMillan          | 1 episodio      |
| 2016       | Houdini & Doyle         | Dr. Henry Whitaker        | 1 episodio      |
| 2016       | The Durrells            | Dennis                    | 4 episodios     |
| 2016       | National Treasure       | Simon                     | 2 episodios     |
| 2016       | The Moonstone           | Dr. Candy                 | 4 episodios     |
| 2017       | Strike                  | Owen Quine                | 2 episodios     |
| 2018       | Plebs                   | Antonius                  | 1 episodio      |
| 2018       | Wanderlust              | Neil Bellows              | 4 episodios     |
| 2019       | Doc Martin              | Miles Green               | 1 episodio      |
| 2020–2023  | Ted Lasso               | Leslie Higgins            | Papel principal |

## Premios y reconocimientos
| Año  | Premio                                  | Categoría                                                 | Obra                 | Resultado | Ref.   |
| ---- | --------------------------------------- | --------------------------------------------------------- | -------------------- | --------- | ------ |
| 2017 | Screen Actors Guild Awards              | Outstanding Performance by an Ensemble in a Drama Series  | Downton Abbey        | Nominado  | [ 5 ]  |
| 2019 | CinEuphoria Awards                      | Best Ensemble - International Competition                 | Mary Poppins Returns | Nominado  | [ 6 ]  |
| 2021 | Hollywood Critics Association TV Awards | Best Supporting Actor in a Streaming Series, Comedy       | Ted Lasso            | Nominado  | [ 7 ]  |
| 2021 | Primetime Emmy Awards                   | Outstanding Supporting Actor in a Comedy Series           | Ted Lasso            | Nominado  | [ 3 ]  |
| 2021 | Screen Actors Guild Awards              | Outstanding Performance by an Ensemble in a Comedy Series | Ted Lasso            | Nominado  | [ 8 ]  |
| 2022 | Screen Actors Guild Awards              | Outstanding Performance by an Ensemble in a Comedy Series | Ted Lasso            | Ganador   | [ 9 ]  |
| 2023 | Screen Actors Guild Awards              | Outstanding Performance by an Ensemble in a Comedy Series | Ted Lasso            | Nominado  | [ 10 ] |